# Gros Ventre jezik
Gros Ventre jezik (ahahnelin, ahe, ananin, atsina, fall indians, gros ventres, white clay people; ISO 639-3: ats), gotovo izumrli jezik Atsina Indijanaca kojim govori 10 ljudi (1977 SIL) od 80 (2000 popis) etničkih Atsina. 
Jedan je od tri arapaho jezika, algonijske jezične porodice. U prošlosti govorio se u sjevernoj Montani, SAD, danas na indijanskom rezervatu Fort Belknap.
Atsina (Gros Ventre) rječnik:
engleski (francuski): 	Gros Ventre: Hrvatski
- One... (Un)... 	Čee3iy (muški govor) ili Kyee3iy (ženski govor)...jedan
- Two... (Deux)... 	Nii3... dva
- Three... (Trois)... 	Nee3... tri
- Four... (Quatre)... 	Yeen... četiri
- Five... (Cinq)... 	Yooton... pet
- Man... (Homme)... 	Iinen...  čovjek
- Woman... (Femme) ...	Ii3ee... žena
- Dog... (Chien)... 	Ot... pas
- Sun... (Soleil)... 	Iisiis... sunce
- Moon... (Lune)... 	Biikohiisiis... mjesec
- Water... (Eau)... 	Neč (muški govor) ili Nek (ženski govor)... voda
- White... (Blanc)... 	Nonoocoo... bijela
- Yellow... (Jaune)... 	Niihooyoo... žuta
- Red... (Rouge)... 	Bee'ee... crvena
- Black... (Noir)... 	Wo'oteeyoo... crna
- See... (Voir)... 	Noohooto... vidi

## Vanjske poveznice
- Ethnologue (14th)
- Ethnologue (15th)